# 荊州
荊州（けいしゅう）は、中国の歴史的な州の一つ。現在の湖北省一帯に設置された。

## 先秦時代
『書経』禹貢篇によると、上古の中国の九州のうち、荊州は北は荊山、南は衡陽にいたる地域とされている。

## 漢代
紀元前105年（元封5年）、漢の武帝が全国を13州に分割した際、荊州が設置された。前漢の荊州は南陽郡・南郡・江夏郡・桂陽郡・零陵郡・武陵郡・長沙国の7郡国を管轄した。
後漢のとき、荊州は南陽郡・南郡・江夏郡・桂陽郡・零陵郡・武陵郡・長沙郡の7郡を管轄した。
後漢末には劉表によって統治された。劉表は各地から避難してきた学者を厚遇したため、「荊州学」と呼ばれる学派が形成された。荊州学の主な人物として宋忠がいる。

## 魏晋南北朝時代
208年（建安13年）の赤壁の戦い後、荊州は北部の南陽郡及び南郡は曹操、中南部は劉備及び孫権により領有された。曹操は南郡・南陽郡を分割して襄陽郡・南郷郡を設置した。南郡・零陵・武陵は劉備に、江夏・桂陽・長沙は孫権に、南陽・襄陽・南郷の各郡は曹操により領有され、それぞれが3郡を支配したことより「荊襄九郡」と称されることとなった。210年（建安15年）、孫権が北部の長沙郡を分割して漢昌郡とした。
219年（建安24年）、荊州牧であった劉備の守将の関羽が曹操・孫権により滅ぼされると荊州は曹操と孫権により二分割された。三国時代、魏の荊州は南陽郡・江夏郡・襄陽郡・南郷郡・新城郡・上庸郡・魏興郡の7郡を管轄し、呉の荊州は南郡・江夏郡・長沙郡・湘東郡・桂陽郡・臨賀郡・零陵郡・衡陽郡・武陵郡・建平郡・宜都郡の11郡を管轄した。221年（黄初2年）、孫権は公安より鄂に遷都して武昌と改名し、武昌・下雉・尋陽・陽新・柴桑・沙羡の6県にて武昌郡とした。229年（黄龍元年）、漢昌郡を廃止した。
西晋が成立すると、荊州は江陵に州治が置かれ、下部に22郡169県を管轄した。
南北朝時代になると、州数は増加傾向があったが、その管轄区域は縮小している。南朝宋は荊州の州治を襄陽としたが、南朝斉により江陵に移された。北魏により穣県に荊州が置かれた。

## 隋代
587年（開皇7年）、隋が後梁を併呑すると、荊州が置かれ、3郡7県を管轄した。607年（大業3年）、郡制施行に伴い南郡と改称され、下部に10県を管轄した。隋代の行政区分に関しては下表を参照。
| 隋代の行政区画変遷 | 隋代の行政区画変遷                                                    | 隋代の行政区画変遷                                                    | 隋代の行政区画変遷                                                    | 隋代の行政区画変遷                                                    | 隋代の行政区画変遷                                                    | 隋代の行政区画変遷                                                    | 隋代の行政区画変遷                                                    | 隋代の行政区画変遷                                                    | 隋代の行政区画変遷                                                    | 隋代の行政区画変遷                                                    |
| 区分               | 開皇元年                                                              | 開皇元年                                                              | 開皇元年                                                              | 開皇元年                                                              | 開皇元年                                                              | 開皇元年                                                              | 開皇元年                                                              | 開皇元年                                                              | 開皇元年                                                              | 開皇元年                                                              |
| ------------------ | --------------------------------------------------------------------- | --------------------------------------------------------------------- | --------------------------------------------------------------------- | --------------------------------------------------------------------- | --------------------------------------------------------------------- | --------------------------------------------------------------------- | --------------------------------------------------------------------- | --------------------------------------------------------------------- | --------------------------------------------------------------------- | --------------------------------------------------------------------- |
| 州                 | 荊州                                                                  | 荊州                                                                  | 荊州                                                                  | 南荊州                                                                | 南荊州                                                                | 南荊州                                                                | 平州                                                                  | 平州                                                                  | 鄀州                                                                  | 鄀州                                                                  |
| 郡                 | 南郡                                                                  | 新興郡                                                                | 監利郡                                                                | 南平郡                                                                | 河東郡                                                                | 宜都郡                                                                | 漳川郡                                                                | 遠安郡                                                                | 永寧郡                                                                | 武寧郡                                                                |
| 県                 | 江陵県 枝江県                                                         | 広牧県 安興県 定襄県                                                  | 紫陵県 雲沢県                                                         | 公安県 孱陵県 永安県                                                  | 松滋県 聞喜県 譙県                                                    | 宜昌県 宜都県 帰化県 受陵県 佷山県                                    | 当陽県 安居県                                                         | -                                                                     | 長寧県                                                                | 長林県                                                                |
| 区分               | 大業3年                                                               | 大業3年                                                               | 大業3年                                                               | 大業3年                                                               | 大業3年                                                               | 大業3年                                                               | 大業3年                                                               | 大業3年                                                               | 大業3年                                                               | 大業3年                                                               |
| 郡                 | 南郡                                                                  | 南郡                                                                  | 南郡                                                                  | 南郡                                                                  | 南郡                                                                  | 南郡                                                                  | 南郡                                                                  | 南郡                                                                  | 南郡                                                                  | 南郡                                                                  |
| 県                 | 江陵県 枝江県 安興県 紫陵県 公安県 松滋県 宜都県 長楊県 当陽県 長林県 | 江陵県 枝江県 安興県 紫陵県 公安県 松滋県 宜都県 長楊県 当陽県 長林県 | 江陵県 枝江県 安興県 紫陵県 公安県 松滋県 宜都県 長楊県 当陽県 長林県 | 江陵県 枝江県 安興県 紫陵県 公安県 松滋県 宜都県 長楊県 当陽県 長林県 | 江陵県 枝江県 安興県 紫陵県 公安県 松滋県 宜都県 長楊県 当陽県 長林県 | 江陵県 枝江県 安興県 紫陵県 公安県 松滋県 宜都県 長楊県 当陽県 長林県 | 江陵県 枝江県 安興県 紫陵県 公安県 松滋県 宜都県 長楊県 当陽県 長林県 | 江陵県 枝江県 安興県 紫陵県 公安県 松滋県 宜都県 長楊県 当陽県 長林県 | 江陵県 枝江県 安興県 紫陵県 公安県 松滋県 宜都県 長楊県 当陽県 長林県 | 江陵県 枝江県 安興県 紫陵県 公安県 松滋県 宜都県 長楊県 当陽県 長林県 |

## 唐代
621年（武徳4年）、唐により南郡は荊州と改められ、江陵・公安・枝江・長林・安興・石首・松滋の7県を管轄した。742年（天宝元年）、荊州は江陵郡と改称された。758年（乾元元年）、江陵郡は荊州の称にもどされた。760年（上元元年）、南都が置かれ、荊州は江陵府に昇格した。

## 宋代
1130年（建炎4年）、北宋により江陵府は荊南府と改称された。1135年（紹興5年）、荊南府は江陵府の称にもどされた。江陵府は荊湖北路に属し、江陵・公安・石首・建寧・監利・松滋・枝江・潜江の8県を管轄した。

## 元代
1276年（至元13年）、元により江陵府は荊南府路と改められた。1301年（大徳5年）、荊南府路は江陵路と改称された。1329年（天暦2年）、江陵路は中興路と改称された。中興路は河南江北等処行中書省に属し、江陵・公安・石首・監利・松滋・枝江・潜江の7県を管轄した。1364年、朱元璋により中興路は荊州府と改められた。

## 明代以降
明のとき、荊州府は湖広省に属し、直属の江陵・公安・石首・監利・松滋・枝江の6県と夷陵州に属する長陽・宜都・遠安の3県と帰州に属する興山・巴東の2県、合わせて2州11県を管轄した。
清のとき、荊州府は湖北省に属し、江陵・公安・石首・監利・松滋・枝江・宜都の7県を管轄した。
1913年、中華民国により荊州府は廃止された。